# Fægtning under sommer-OL 1936
I fægtning under sommer-OL 1936 deltog 30 nationer. Konkurrencerne blev påbegyndt søndag den 2. august og sluttede først lørdag den 15. august. Fægtningen var dermed den idrætsgren på det olympiske program, der strakte sig over længst tid.

## Lokationer
Kårdekampene foregik i fri luft på tennisbanerne ved Berlins olympiske stadion. Alle de øvrige kampe fandt sted i kuppel- og festsalen i "Haus des Deutschen Sports" og i den nærliggende gymnastiksal.

## Deltagende damer
Danmark var repræsenteret af Ulla Barding-Poulsen, Akademisk Fægteklub, Karen Lachmann, Fægteklubben Trekanten, og Grete Olsen, Akademisk Fægteklub.

## Damernes konkurrence
Som det var gældende på den tid, så konkurrerede damerne alene på fleuret, og der var alene tale om en individuel konkurrence. I alt 42 damer var tilmeldt og alle 3 danske deltagere kom igennem deres indledende runde, hvorfra de 3 bedste i hver pulje gik videre til anden runde med 24 deltagere. Her udgik såvel Ulla Barding-Poulsen som Grete Olsen, hvorimod Karen Lachmann blandt de sidste tolv deltagere gik videre til slutrunden med otte deltagere, hvor hun opnåede en femteplads.
Ved damernes konkurrence erobrede Ilona Elek-Schacherer (Ungarn) guld, Helene Mayer (Tyskland) sølv og Ellen Preis (Østrig) bronze.

## Deltagende herrer
Danmark var repræsenteret af Kim Bærentzen, Københavns Fægteklub, Preben Christiansen, Fægteklubben af 1907, Svend Jakobsen, Københavns Fægteklub, Aage Leidersdorff, Fægteklubben Cirklen, Laurids Schrøder, Akademisk Fægteklub, og Erik Hammer Sørensen, hvoraf ingen andre end Leidersdorff indtil da havde vundet eller siden vandt nogen individuelle danske mesterskaber, bortset fra Laurids Schrøder, der blev dansk mester på kårde i 1941.
Danmarks ubestridt bedste fægter i en årrække, Ivan Osiier, der havde deltaget i samtlige foregående seks olympiske sommerlege i 1908 i London, 1912 i Stockholm, 1920 i Antwerpen, 1924 i Paris, 1928 i Amsterdam og 1932 i Los Angeles og også deltog i de efterfølgende sommerlege i 1948 i London, og som var jøde, deltog "af private hensyn" ikke i legene i Berlin.

## Herrernes konkurrencer
På fleuret deltog 18 nationer i holdkonkurrencen. Det danske hold med Leidersdorff, Hammer Sørensen, Svend Jacobsen og Kim Bærentzen tabte i sin pulje til Tjekkoslovakiet med 13-3 og til Argentina med 14-2 og var dermed elimineret i første runde. I alt 66 herrer var tilmeldt den individuelle konkurrence, herunder Leidersdorff, Schrøder og Svend Jacobsen fra Danmark, hvoraf de to sidstnævnte udgik i den indledende runde, mens Leidersdorff blev elimineret i tredje runde for de tilbageværende 24 deltagere.
Ved herrernes individuelle konkurrence på fleuret erobrede Guilio Gaudini (Italien) guld, Edward Gardère (Frankrig) sølv og Giorgio Bocchino (Italien) bronze. I holdkonkurrencen erobrede Italien guld, mens Frankrig og Tyskland fik sølv og bronze.
På kårde deltog 21 nationer i holdkonkurrencen. Det danske hold med Leidersdorff, Hammer Sørensen, Preben Christiansen og Schrøder tabte i sin pulje til Holland med 8-6 og til USA med 9-3 og var dermed elimineret i første runde. I alt 77 herrer var tilmeldt den individuelle konkurrence, herunder Leidersdorff, Preben Christiansen og Hammer Sørensen fra Danmark, som alle blev elimineret i anden runde.
Ved herrernes individuelle konkurrence på kårde erobrede Franco Riccardi (Italien) guld, Saverio Ragno (Italien) sølv og Giancarlo Cornaggia-Medici (Italien) bronze. I holdkonkurrencen erobrede Italien guld, mens Sverige og Frankrig fik sølv og bronze.
På sabel deltog 21 nationer i holdkonkurrencen. Det danske hold med Leidersdorff, Hammer Sørensen, Preben Christiansen og Svend Jacobsen tabte i sin pulje til Ungarn med 16-0 og til Belgien med 9-1 og var dermed elimineret i første runde. I alt 71 herrer var tilmeldt den individuelle konkurrence, herunder Leidersdorff, Preben Christiansen og Hammer Sørensen fra Danmark, hvoraf de to sidstnævnte blev elimineret i første runde, mens Leidersdorff nåede frem til anden runde.
Ved herrernes individuelle konkurrence på sabel erobrede Endre Kabos (Ungarn) guld, Gustavo Marzi (Italien) sølv og Aladár Gerevich (Ungarn) bronze. I holdkonkurrencen erobrede Ungarn guld, mens Italien og Tyskland fik sølv og bronze.

## Generel henvisning
- Mr. Smile (Emil Andersen): "Olympiaden i Berlin 1936", Martins Forlag, København & Oslo (1936), side 74-79